# گابریله آنتونینی
گابریله آنتونینی (ایتالیایی: Gabriele Antonini؛ زادهٔ ۱۶ آوریل ۱۹۳۸) بازیگر اهل ایتالیا است.
از فیلم‌ها یا برنامه‌های تلویزیونی که وی در آن نقش داشته‌است می‌توان به سربازان و سرجوخه‌ها، دغل‌کار، هرکول آزادشده، مغول‌ها و هرکول اشاره کرد.